# Germà (militar)
Germà (en llatí Germanus) va ser un militar de l'Imperi Romà d'Orient, un dels comandants de l'expedició que l'emperador Teodosi va enviar l'any 441 per atacar als vàndals a l'Àfrica. No va aconseguir cap resultat decisiu.